# Battaglia di Bunker Hill
La battaglia di Bunker Hill ebbe luogo il 17 giugno 1775, principalmente in cima e attorno alla collina Breed's Hill, durante l'assedio di Boston, nelle fasi iniziali della guerra d'indipendenza americana. La battaglia prende il nome dalla collina adiacente, Bunker Hill, poco coinvolta negli scontri ma che era l'obiettivo originale di entrambi gli schieramenti.
Il 13 giugno 1775, i leader delle forze coloniali assedianti Boston, vennero a conoscenza che i generali britannici stavano pianificando di inviare delle truppe ad occupare le colline abbandonate attorno alla città. I coloniali inviarono quindi 1 200 soldati che, sotto il comando di William Prescott, silenziosamente occuparono le colline Bunker Hill e Breed's Hill, costruendo sull'ultima una ridotta in terra e diverse linee fortificate lungo tutta la penisola di Charlestown.
Quando i britannici furono allertati della presenza di nuove postazioni difensive, il giorno dopo, attaccarono comunque. Dopo che due assalti alle linee coloniali furono respinti con significative perdite per gli inglesi, questi riuscirono a conquistare le difese miliziane al terzo attacco, dopo che i miliziani nella ridotta avevano finito le munizioni. Le forze coloniali si ritirarono a Cambridge, attraverso Bunker Hill, dove subirono le perdite maggiori.
Nonostante la vittoria sia britannica, essi subirono perdite molto pesanti: più di 800 feriti e 226 morti, inclusi diversi ufficiali. Questa vittoria può quindi essere considerata una vittoria pirrica poiché i britannici ottennero poco o niente, ad un prezzo altissimo. D'altro canto, i coloniali riuscirono a ripiegare e raggrupparsi in buon ordine subendo poche perdite. Inoltre, la battaglia dimostrò che le forze miliziane, relativamente inesperte, erano in grado ed avevano la volontà di fermare un esercito regolare in una battaglia campale.

## La geografia della regione

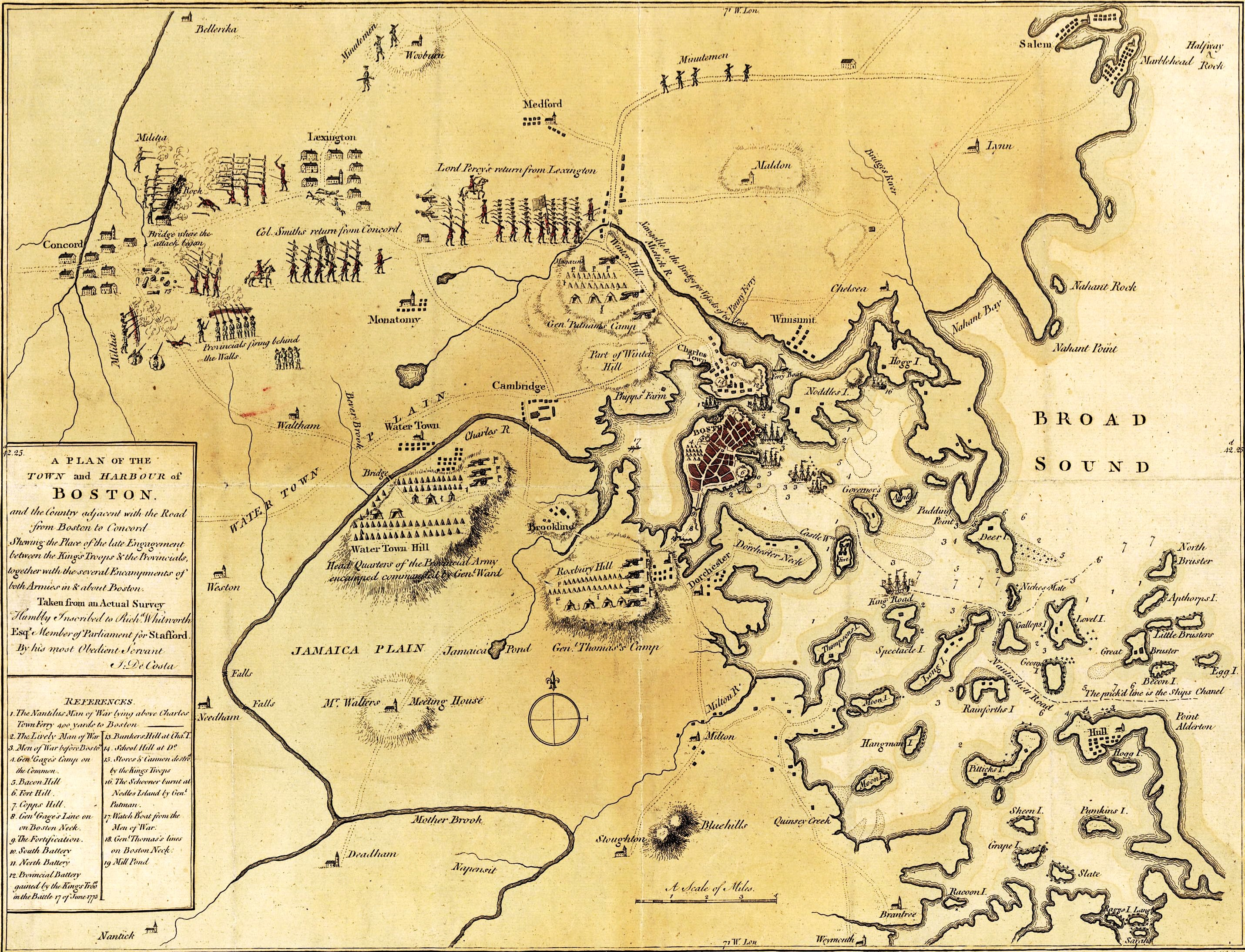
Mappa dell'area di Boston del 1775

All'epoca, Boston era situata su di una penisola, protetta dall'acqua su cui dominava la flotta da guerra britannica. In seguito alle battaglie di Lexington e Concord, del 19 aprile 1775, la milizia coloniale, una forza di circa 15 000 circondò la città e la mise sotto assedio. Sotto il comando di Artemas Ward, controllavano l'unico accesso della città con l'entroterra ma mancavano di una forza navale e non erano quindi in grado di contrastare il dominio britannico nella baia di Boston. Le truppe britanniche, circa 6 000 uomini, sotto il comando di Thomas Gage, occupanti la città, erano perciò in grado di rifornirsi e rinforzarsi via mare. Essi erano quindi in grado di restare in città indefinitamente.
Tuttavia, l'accesso via terra alla città era formato da diverse colline, che potevano essere usate da entrambe le parti. Se la milizia avesse potuto ottenere dei pezzi d'artiglieria, questi potevano essere posizionati sulle colline e usati per bombardare la città finché gli occupanti non avessero evacuato la regione via mare. Era con quest'idea che Henry Knox portò nell'area di Boston i cannoni di Fort Ticonderoga.
La penisola di Charlestown, a nord di Boston, cominciava con un corto, stretto, istmo che si estendeva verso sud per un chilometro e mezzo nella baia di Boston. La collina di Bunker Hill, con un'altitudine di 35 m, era situata nell'estremità nordoccidentale della penisola. Il pendio di Breed's Hill, invece, con un'altitudine di 20 m, era situato più a sud e più vicina a Boston. La cittadina di Charlestown occupava la pianura all'estremità meridionale della penisola. A dividere le due penisole vi era una zona d'acqua estesa circa 305 m, con un colle nell'estremità settentrionale della penisola Boston, il Copp's Hill, alto più o meno come Breed's Hill. Mentre i britannici si ritiravano da Concord e giungevano a Charlestown, il generale Gage, invece di ordinare l'immediata realizzazione di fortificazioni sulle colline, fece ritirare le truppe in città il giorno dopo la battaglia, lasciando la penisola di Charlestown nella terra di nessuno.

## I piani britannici

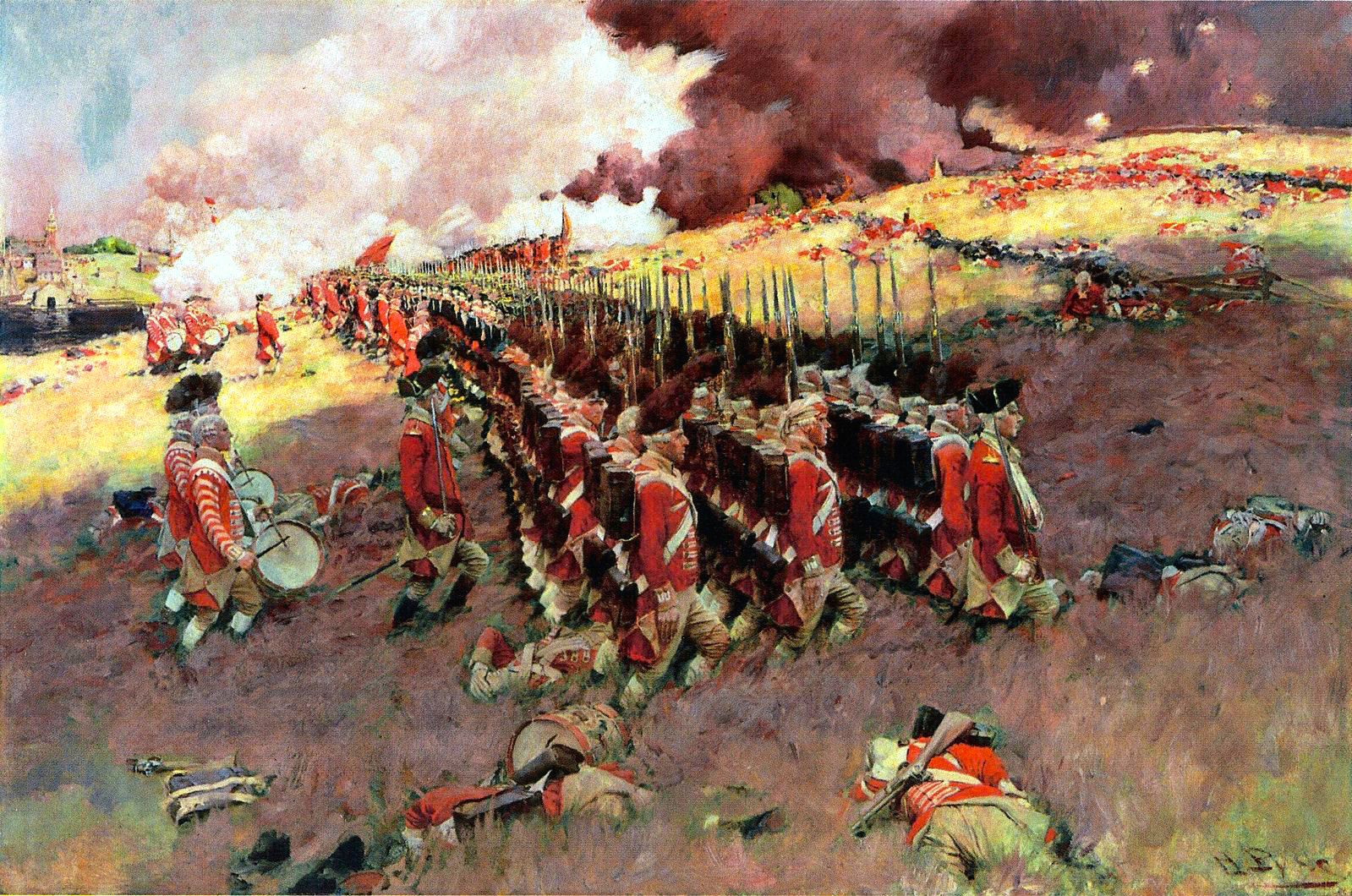
The Battle of Bunker Hill, di Howard Pyle, 1897

Per tutto maggio, in risposta agli ordini di Gage per avere supporto, i britannici ricevettero rinforzi, finché i soldati britannici non arrivarono ad un totale di 6 000 uomini. Il 25 maggio, giunsero anche tre generali, a bordo della HMS Cerberus: William Howe, John Burgoyne ed Henry Clinton. Gage, quindi, cominciò a pianificare con loro come rompere l'assedio, concludendo questa fase il 12 giugno. Il piano cominciava con la presa dell'istmo a sud di Boston, la fortificazione delle alture di Dorchester Heights, per infine marciare sulle forze coloniali stanziate a Roxbury. Una volta che il fianco meridionale fosse stato reso sicuro, le colline di Charlestown sarebbero state conquistate e le forze miliziane a Cambridge respinte via. Il piano era programmato per il 18 giugno.
Il 13 giugno, al Congresso Provinciale del Massachusetts fu notificato, tramite un messaggero da Committee of Safety, (Comitato di Sicurezza) ad Exeter, che un gentiluomo del New Hampshire "di indubbia veridicità", mentre visitava Boston, ha sentito dei comandanti britannici pianificare la cattura di Dorchester e Charlestown. Il 15 giugno, il Committee of Safety del Massachusetts decise che dovevano essere erette difese addizionali, quindi, il generale Ward ordinò al generale Israel Putnam di organizzare le difese nella penisola di Charlestown e, in particolar modo, su Bunker Hill.

## Il preludio alla battaglia

### La fortificazione di Breed's Hill

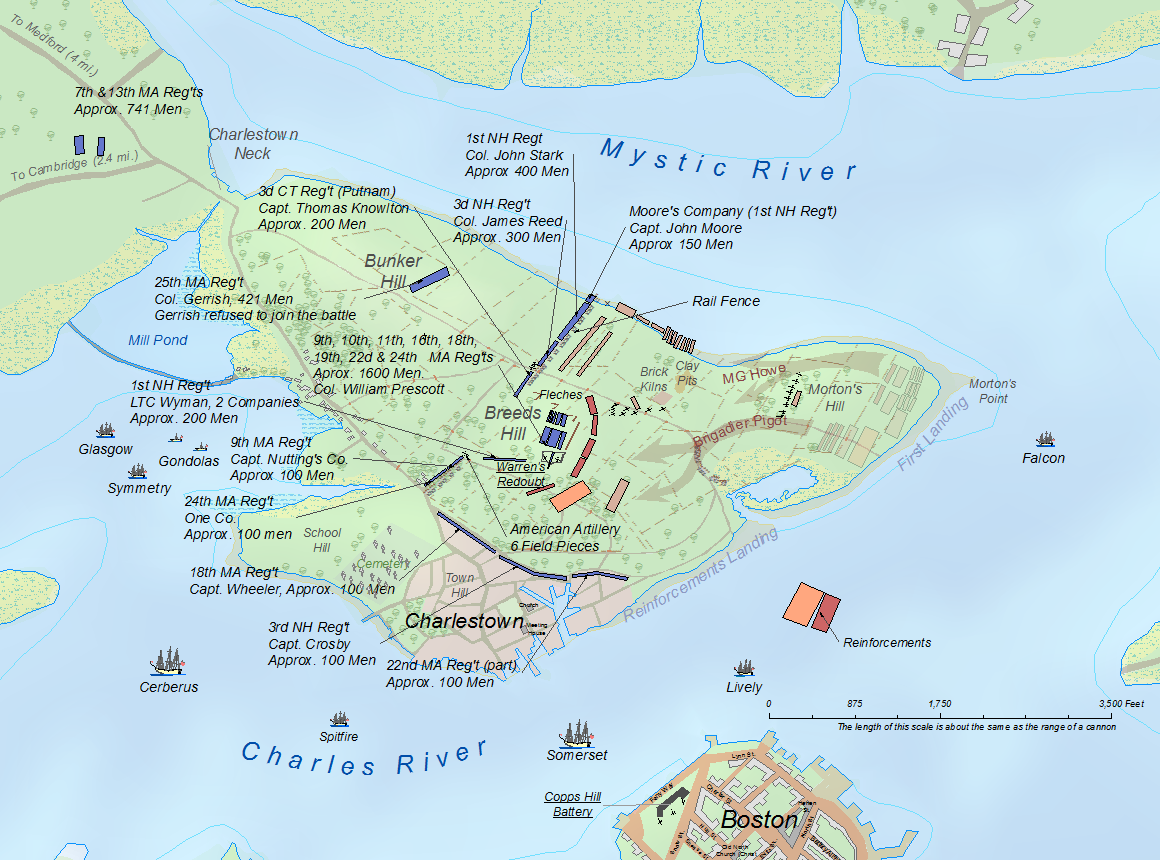
Posizione delle varie forze nella battaglia di Breed's Hill

Nella notte del 16 giugno, il colonnello dei coloniali William Prescott guidò 1 200 uomini sulla penisola con l'ordine di organizzare le difese dalle quali l'artiglieria avrebbe potuto bersagliare Boston. Questi miliziani provenivano dai reggimenti di Prescott stesso, di Putnam (che, essendo comandante di tutte le forze, aveva passato il comando del reggimento a Thomas Knowlton), di James Frye e del ponte Ebenezer Bridge. Inizialmente, Putnam, Prescott e il loro ingegnere, il capitano Richard Gridley, erano in disaccordo su dove posizionare le difese. Alcune operazioni furono eseguite su Bunker Hill, tuttavia Breed's Hill era più vicina a Boston e sembrava essere più difendibile. Disobbedendo agli ordini, i miliziani costruirono le prime ridotte su quest'ultima collina. Prescott e i suoi uomini, seguendo le linee guida di Gridley, cominciarono a costruire una fortificazione a quadrato di circa 40 m di lato, con fossati e muri di terra. Le mura della ridotta era alta circa 1,8 m, con una piattaforma di legno all'interno della fortificazione da cui gli uomini potevano stare in piedi e sparare oltre.
I lavori su Breed's Hill non rimasero nascosti ai britannici. Il generale Clinton, in ricognizione quella notte, riconobbe i miliziani e tentò di convincere Gage ed Howe ad ordinare i preparativi per un attacco il giorno seguente. Anche le sentinelle inglese videro i coloniali ma sembrerebbe che non vi diedero peso e non lanciarono l'allarme. Poco prima dell'alba, circa alle 04:00, una sentinella a bordo dell'HMS Lively scoprì la nuova fortificazione e avvertì il suo capitano. La Lively aprì il fuoco interrompendo temporaneamente il lavoro dei coloniali. A bordo della nave ammiraglia, l'HMS Somerset, l'ammiraglio Samuel Graves si svegliò, irritato per il fuoco che egli non aveva ordinato. Ordinò quindi che il fuoco cessasse finché Gage non diede il contrordine di aprire nuovamente il fuoco, dopo essere venuto a conoscenza della situazione quella mattina. L'ordine fu dato ad ognuno dei 128 cannoni presenti nella baia, oltre alle batterie su Copp's Hill, vicino a Boston, ma il bombardamento ebbe scarsi effetti. Quando il Sole fu alto, Prescott si accorse di un grosso problema sulla posizione della ridotta, essa infatti poteva essere aggirata facilmente sul fianco. Prontamente ordinò ai suoi uomini di cominciare a costruire dei ripari che correvano giù per la collina in direzione est, non avendo sufficienti uomini per ordinare la stessa cosa verso ovest.

### I preparativi britannici
Quando i generali britannici si incontrarono per discutere sulle varie opzioni, il generale Clinton, che voleva attaccare il prima possibile, preferiva lanciare l'assalto dall'istmo di Charlestown, cosa che avrebbe tagliato via la ritirata coloniale e trasformato un attacco diretto alla ridotta in un assedio. Tuttavia, gli altri generali dissentirono. Howe, che era l'ufficiale più anziano e che avrebbe guidato l'attacco, era dell'opinione che la collina era "aperta e facile da scalare e in breve sarebbe stata conquistata." Il generale Burgoyne fu d'accordo, affermando che gli "inaddestrati ribelli" non avrebbero avuto speranza contro le loro "truppe addestrate". Vennero quindi emessi gli ordini per preparare l'assalto.
Quando il generale Gage esaminò i lavori da Boston con il suo staff, il lealista Abjiah Willard riconobbe suo cognato, il colonnello Prescott. Gage gli chiese quindi se "combatterà?" e gli fu risposto che "Per i suoi uomini, io non posso risponderle, ma il colonnello Prescott vi combatterà fino alle porte dell'inferno." Prescott rispettò le parole di Willard ma i suoi uomini non furono tutti così risoluti. Quando vi fu la prima vittima, Asa Pollard di Billerica, un giovane ucciso da una cannonata, Prescott ordinò che fosse sepolto rapidamente e senza fronzoli, tuttavia un gruppo di uomini gli diede una sepoltura solenne, seguita da diverse diserzioni subito dopo il rito.
I britannici impiegarono sei ore per organizzare la forza di fanteria e per mettere in riga ed ispezionare le varie unità. Il generale Howe avrebbe guidato l'assalto principale, aggirando il fianco sinistro dei coloniali e attaccandoli dalla retrovia. Il generale Robert Pigot, sul fianco destro britannico, avrebbe guidato l'assalto alla ridotta, mentre il maggiore John Pitcairn avrebbe guidato il fianco o le forze di riserva. Le imbarcazioni impiegarono diversi viaggi per trasportare le forze di Howe, circa 1 500 uomini, fino all'estremità orientale della penisola, nota come Moulton's Point. Per le ore 14:00, la forza di Howe era sbarcata, tuttavia, mentre attraversavano il fiume, Howe notò diversi coloniali in cima a Bunker Hill e credendoli dei rinforzi, inviò subito un messaggio a Gage richiedendo altre truppe. Howe poi ordinò che alcune unità di fanteria leggera si posizionassero lungo la costa est della penisola, allertando però i coloniali sul loro intento. Gli uomini quindi si fermarono per cibarsi mentre attendevano i rinforzi.

### Il rafforzamento coloniale

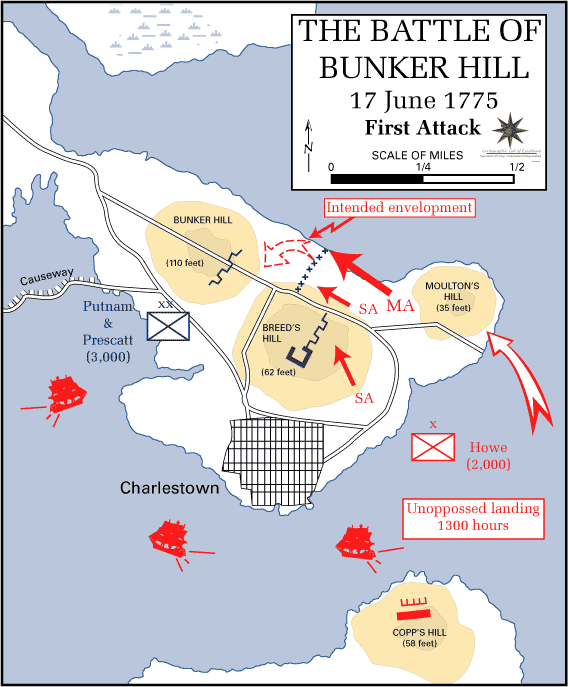
Il primo assalto

Prescott, vedendo i preparativi britannici, richiese anch'egli dei rinforzi. Tra i rinforzi, vi erano Joseph Warren, il popolare giovane leader del Massachusetts Committe of Safety, e Seth Pomeroy, un vecchio leader della milizia del Massachusetts. Entrambi questi uomini erano stati inseriti tra i ranghi ufficiali ma quel giorno combatterono con la fanteria. Prescott ordinò che gli uomini del Connecticut, del capitano Knowlton, di difendere il fianco sinistro, usando un muro di terra come riparo, coprendolo con un recinto e del fieno. Costruirono inoltre tre trincee a "V", posizionate tra il muro di terra e le difese di Prescott. Le truppe giunte in rinforzo al fianco destro includevano circa 200 miliziani del 1º e del 3º Reggimento New Hampshire, sotto il comando dei colonnelli John Stark e James Reed. Gli uomini di Stark, che non arrivarono prima dello sbarco dei soldati di Howe (dettaglio che Howe cercò di sfruttare nel primo assalto), presero posizione lungo le difese settentrionali. Quando la bassa marea aprì un varco lungo il fiume Mystic, a nord, i miliziani estero rapidamente le difese con un piccolo muro di pietra, fino a dove il livello dell'acqua lo rendeva possibile. Il colonnello Stark posizionò un palo a 30 m dalle difese e ordinò che nessuno sparasse finché i soldati inglesi non lo avessero attraversato. Appena prima dell'inizio dello scontro, giunsero ulteriori rinforzi, inclusa una parte dei reggimenti del Massachusetts dei colonnelli Brewer, Nixon, Woodbridge, Little e del maggiore Moore, oltre alla compagnia d'artiglieria di Callender.
Dietro le linee coloniali, regnava il caos. Molte delle unità inviate sul campo furono fermate mentre attraversavano l'istmo di Charlestown che era costantemente sotto il fuoco dell'artiglieria inglese. Altre unità che raggiunsero Bunker Hill non seppero dove posizionarsi e si sparpagliarono attorno. Un testimone scrisse riguardo alla scena: "Mi sembrava che mai vi fosse stata più confusione e meno comando." Mentre il generale Putnam era sul campo e tentava di dirigere le manovre, i comandanti delle unità spesso non capivano gli ordini o disobbedivano ad essi.

## L'assalto

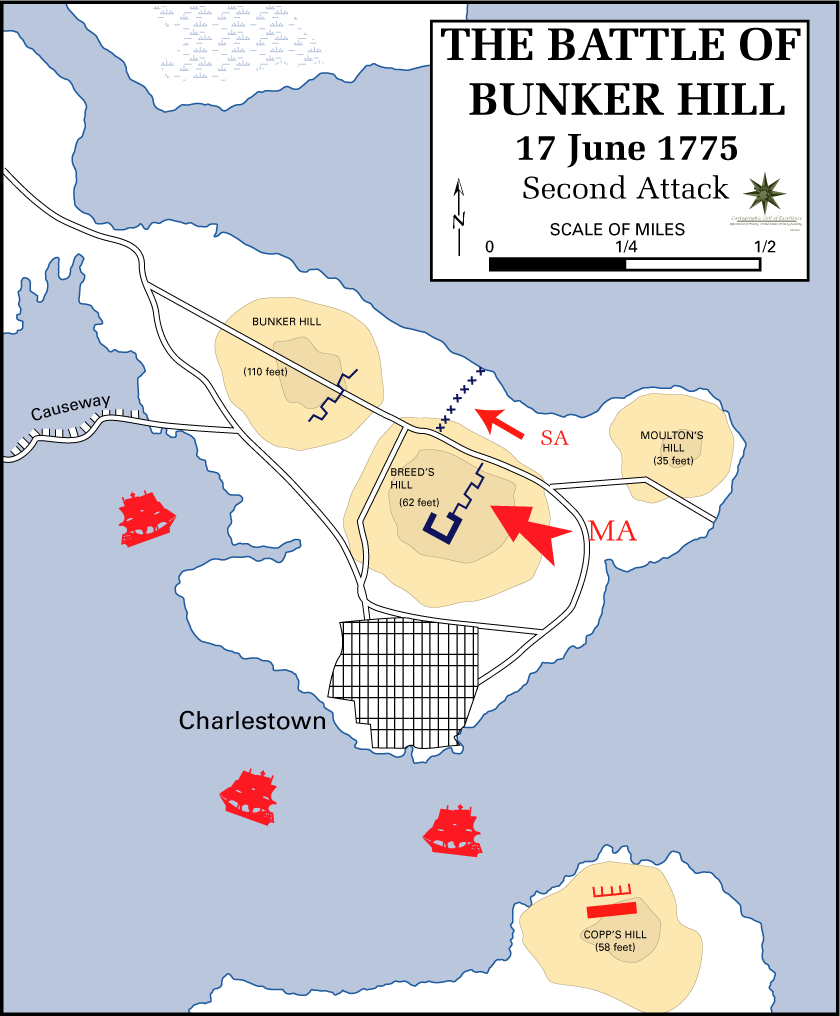
Il secondo assalto

Alle ore 15:00, i rinforzi britannici, che includevano il 47º Reggimento Fanti Lancashire e il 1º Reggimento Marines, giunsero sul campo, pronti a marciare assieme agli uomini di Howe. Gli uomini del generale Pigot subirono le prime vittime per il fuoco di tiratori scelti appostati a Charlestown; Howe quindi chiese assistenza all'ammiraglio Graves e quest'ultimo ordinò un bombardamento della cittadina con proiettili incendiari, prima di ordinare ad un gruppo di marinai di sbarcare e incendiare l'abitato. Il fumo che si alzò venne portato verso le colline dal vento, dando al campo di battaglia un aspetto quasi surreale.
Pigot, comandante del 5º, del 38º, del 43º, del 47º e del 52º Reggimento, assieme ai Marines di Pitcairn, avanzarono verso la ridotta. Tuttavia, continuarono ad essere bersagliati dai cecchini e Pigot, vedendo ciò che stava accadendo all'avanzata di Howe, ordinò il ripiegamento.
Howe guidò la fanteria leggera e i granatieri nell'assalto al fianco sinistro dei coloniali, aspettandosi pochi problemi contro le truppe appena giunte sul campo di Stark. La fanteria leggera fu posizionata lungo la stretta spiaggia, in colonna, nel tentativo di raggirare le difese dei miliziani. I granatieri furono posizionati al centro, formando così tutti assieme, uno schieramento di quattro linee lunghe un centinaio di soldati. Quando si avvicinarono a sufficienza, entrambi gli schieramenti aprirono il fuoco e i miliziani inflissero un duro colpo agli inglesi sfruttando le difese per appoggiarsi e poter mirare meglio, restando abbastanza protetti. Colpiti dalla devastante raffica, i britannici si ritirarono disordinatamente.
I soldati si riorganizzarono e attaccarono in formazione nuovamente. Questa volta, invece di marciare sulle postazioni di Stark lungo la spiaggia, si diresse contro le postazioni di Knowlton, lungo le recinzioni. L'esito del secondo attacco fu lo stesso del primo. Un osservatore britannico scrisse: "La maggior parte dei nostri granatieri e fanticini, nel momento in cui si presentarono, avevano perso tre-quarti, e molti dieci-noni, dei loro uomini. Alcuni avevano solo otto o nove uomini per compagnia..." Pigot, nel frattempo, non riuscì a dare il meglio nell'attacco alla ridotta e ordinò nuovamente la ritirata. Intanto, nella retrovia delle forze coloniali, continuava a regnare il caos. Il generale Putnam tentò, con un limitato successo, di inviare truppe addizionali da Bunker Hill a Breed's Hill per dare supporto agli uomini della ridotta e lungo le varie linee difensive verso la spiaggia.

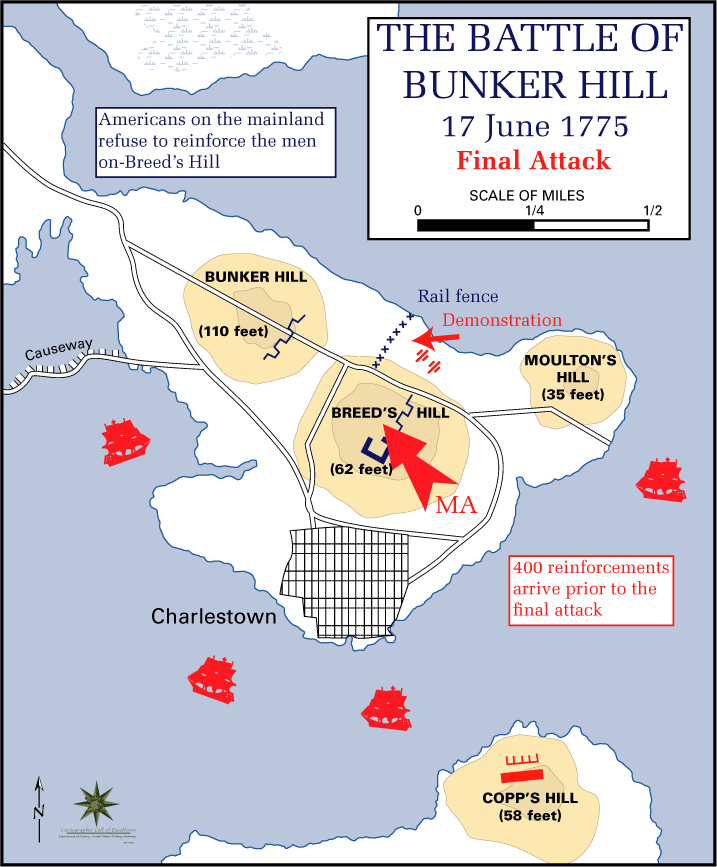
Il terzo e ultimo assalto

La retroguardia britannica era anch'essa nel caos. I soldati feriti in grado di camminare si diressero verso le zone di sbarco dove furono ricondotti a Boston mentre i feriti rimasti a terra emettevano urla e rantoli di dolore. Il generale Howe, decidendo di voler tentare nuovamente, inviò un messaggio al generale Clinton, a Boston, chiedendo altre truppe. Clinton, che aveva osservato i primi due attacchi, inviò circa 400 uomini del 2º Reggimento Marines e del 63º Reggimento Fanti, impegnandosi direttamente ai preparativi di queste unità. Oltre alle nuove riserve, convinse circa 200 feriti a formare una terza unità. Tra il secondo e il terzo attacco, il generale Putnam tentò di nuovo di dirigere le truppe verso il campo di battaglia. Alcune compagnie e gruppi di miliziani senza comandanti seguirono le sue indicazioni, mentre altre si ritirarono. John Chester, un capitano del Connecticut, vide un'intera compagnia in ritirata e ordinò ai suoi uomini di puntare contro di loro i moschetti, riuscendo così a fermarli e spingerli verso il campo di battaglia.
Il terzo assalto, concentrato sulla ridotta (solo una forza minore puntò verso il fianco), ebbe successo, anche se i coloniali nuovamente colpirono duramente le linee britanniche, uccidendo tra gli altri il maggiore Pitcairn. I difensori terminarono le munizioni, riducendo lo scontro ad un combattimento corpo a corpo. I britannici erano avvantaggiati, una volta entrati nella ridotta, poiché le loro truppe erano equipaggiate con le baionette, agganciate ai moschetti, mentre molti miliziani non ne erano muniti. Il colonnello Prescott, uno degli ultimi coloniali ad abbandonare la ridotta, affrontò la minaccia delle baionette con la sua normale sobrietà. Durante la ritirata dalla ridotta, anche Joseph Warren rimase ucciso.
La ritirata di molte delle forze coloniali dalla penisola fu resa possibile in parte dal controllo della ritirata delle forze di Stark e Knowlton, che impedirono l'accerchiamento della collina. La loro ritirata disciplinata, descritta da Burgoyne come "non una rotta; fu sempre coperta con abilità militare e coraggio", fu così efficace che la maggior parte dei feriti furono portati via; la maggior parte dei prigionieri catturati dai britannici erano feriti mortalmente. Il generale Putnam tentò di riorganizzare le truppe su Bunker Hill, tuttavia, la fuga delle forze coloniali fur così rapida che l'artiglieria venne abbandonata. I miliziani subirono più perite durante la ritirata su Bunker Hill che non negli scontri precedenti. Alle ore 17:00, tutti i coloniali avevano attraversato l'istmo di Charlestown ed erano giunti alle postazioni fortificate a Cambridge, lasciando il controllo della penisola agli inglesi.

## Le conseguenze

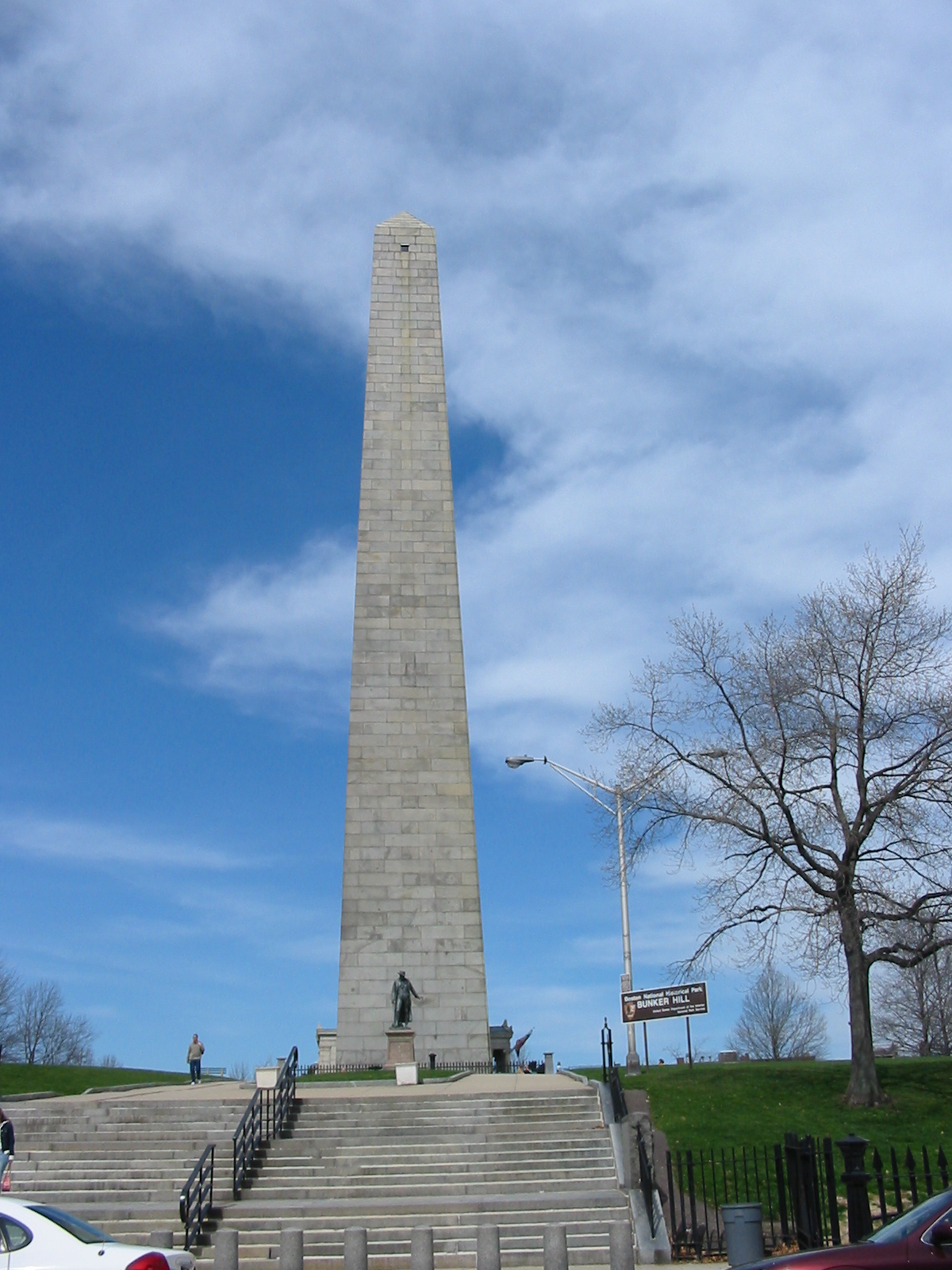
Il monumento a memoria della battaglia

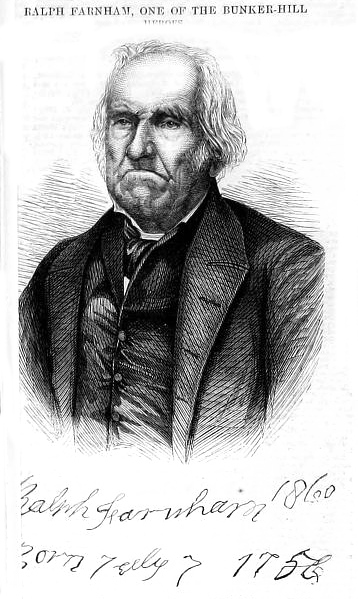
Ralph Farnham, uno degli ultimi sopravvissuti

### Le perdite britanniche
I britannici vinsero ma ad un grosso prezzo: subirono 1 054 vittime, di cui 226 morti e 828 feriti, di cui una percentuale sproporzionata di ufficiali. Il numero di vittime fu il più alto per i britannici rispetto ad ogni altra battaglia della guerra. Il generale Clinton, parlando di Pirro re dell'Epiro, scrisse sul suo diario che "Poche altre vittorie così metteranno presto fine al dominio britannico in America." I sottufficiali inglesi periti o feriti nella battagli furono un centinaio, un numero significativo per le truppe nel Nord America. Anche molti dei membri dello staff di Howe rimasero sul campo di battaglia. Il maggiore Pitcairn era morto e pure il tenente colonnello James Abercrombie fu ferito a morte. Il generale Gage, in un rapporto dopo la battaglia, riporta il seguente elenco di vittime graduate, riportando anche i nomi qui omessi:
- 1 tenente colonnello morto;
- 2 maggiori morti e 3 feriti;
- 7 capitani morti e 27 feriti;
- 9 tenenti morti e 32 feriti;
- 15 sergenti morti e 42 feriti;
- 1 tamburista morto e 12 feriti.

### Le perdite coloniali
Le perdite coloniali furono circa 450, di cui 140 furono uccisi, e la maggior parte di queste furono subite durante la ritirata. Il maggiore Andrew McClary era tecnicamente l'ufficiale coloniale più alto in grado a morire in battaglia; venne colpito dal fuoco di cannoni diretto sull'istmo e fu l'ultimo uomo a morire nella battaglia. Gli venne poi dedicato un forte, Fort McClary a Kittery, nel Maine. Una grande perdita per la causa patriota fu, tuttavia, la morte del Dr. Joseph Warren. Egli era il Presidente del Congresso Provinciale del Massachusetts, promosso generale il 14 giugno. Il giorno della battaglia però, il suo grado non era ancora stato reso effettivo. I britannici catturarono solo trenta uomini, la maggior parte dei quali avevano ferite gravissime, tali che una ventina di essi morì. I coloniali infine persero diversi strumenti per la realizzazione di fortificazioni e cinque dei sei cannoni presenti sulla penisola.

### Le conseguenze politiche
Quando la notizia della battaglia attraversò le colonie, venne riportata come una sconfitta coloniale per la conquista inglese delle colline e per le perdite significative dei miliziani. George Washington, che era in viaggio verso Boston come nuovo comandante dell'Esercito Continentale, ricevette la notizia mentre era a New York. Il rapporto, comprendente il numero di perdite che probabilmente era inaccurato, gli diede la speranza che il suo esercito potesse prevalere nel conflitto.
(Commento di un ufficiale inglese riportato da Ketchum, a p. 209.)
Il Committee of Safety del Massachusetts, mancando la possibilità di sfruttare una vittoria per la propaganda, come era accaduto con Lexington e Concord, commissionò un rapporto della battaglia da inviare in Inghilterra. Questo rapporto, tuttavia, non raggiunse l'Europa prima di quello ufficiale di Gage, arrivato il 20 luglio. Il suo rapporto causò diverse discussioni in Parlamento e il conteggio delle perdite allarmò le forze armate, obbligando molti a rivedere la visione delle capacità militari coloniali. L'attitudine di Re Giorgio III verso le colonie divenne più dura e le notizie possono aver contribuito al suo rigetto della Petizione di Olive Branch del Congresso Continentale, sostanzialmente l'ultimo tentativo politico di riconciliazione. Sir James Adolphus Oughton a Lord Dartmouth sulle colonie: "prima gli si fa sentire l'angoscia, prima saranno produttivi [per la Corona] e il sangue versato li fermerà." Questa forte posizione britannica portò anche ad un altrettanto debole supporto all'indipendenza da parte delle colonie meridionali.
Il rapporto di Gage ebbe un effetto molto più diretto sulla sua stessa carriera. Le sue dimissioni furono decise appena tre giorni dopo, anche se il generale Howe non lo sostituì prima dell'ottobre 1775. Gage scrisse un altro rapporto al Gabinetto britannico, nel quale ripeté i precedenti avvertimenti che "un vasto esercito deve, al lungo andare, essere impiegato per ridimensionare questa gente" e che sarebbe stato necessario "l'ingaggio di truppe straniere", ovvero i soldati dell'Assia-Kassel.

## L'analisi
Molto è stato scritto su questa battaglia. Entrambi gli schieramenti commisero errori tattici e strategici che alterarono l'esito dello scontro. Mentre il senno di poi spesso dà una visione distorta, alcune cose che oggi sembrano evidenti, sarebbero potute ragionevolmente essere anche alla portata dei comandanti quel giorno.

### Gli errori coloniali
Le forze coloniali, nominalmente sotto il comando del generale Ward, con il generale Putnam comandante sul campo, spesso agivano in modo indipendente. Ciò è evidente all'inizio della battaglia, quando fu presa una decisione tattica che ebbe implicazioni strategiche. Il colonnello Prescott e il suo staff, evidentemente contro gli ordini, decise di fortificare Breed's Hill invece di Bunker Hill. La fortificazione a Breed's Hill era più provocante; avrebbe potuto eseguire un'offensiva d'artiglieria su Boston. Inoltre le forze erano esposte all'accerchiamento, se gli inglesi fossero sbarcati sull'istmo, cosa che gli avrebbe permesso di vincere con molte meno perdite.

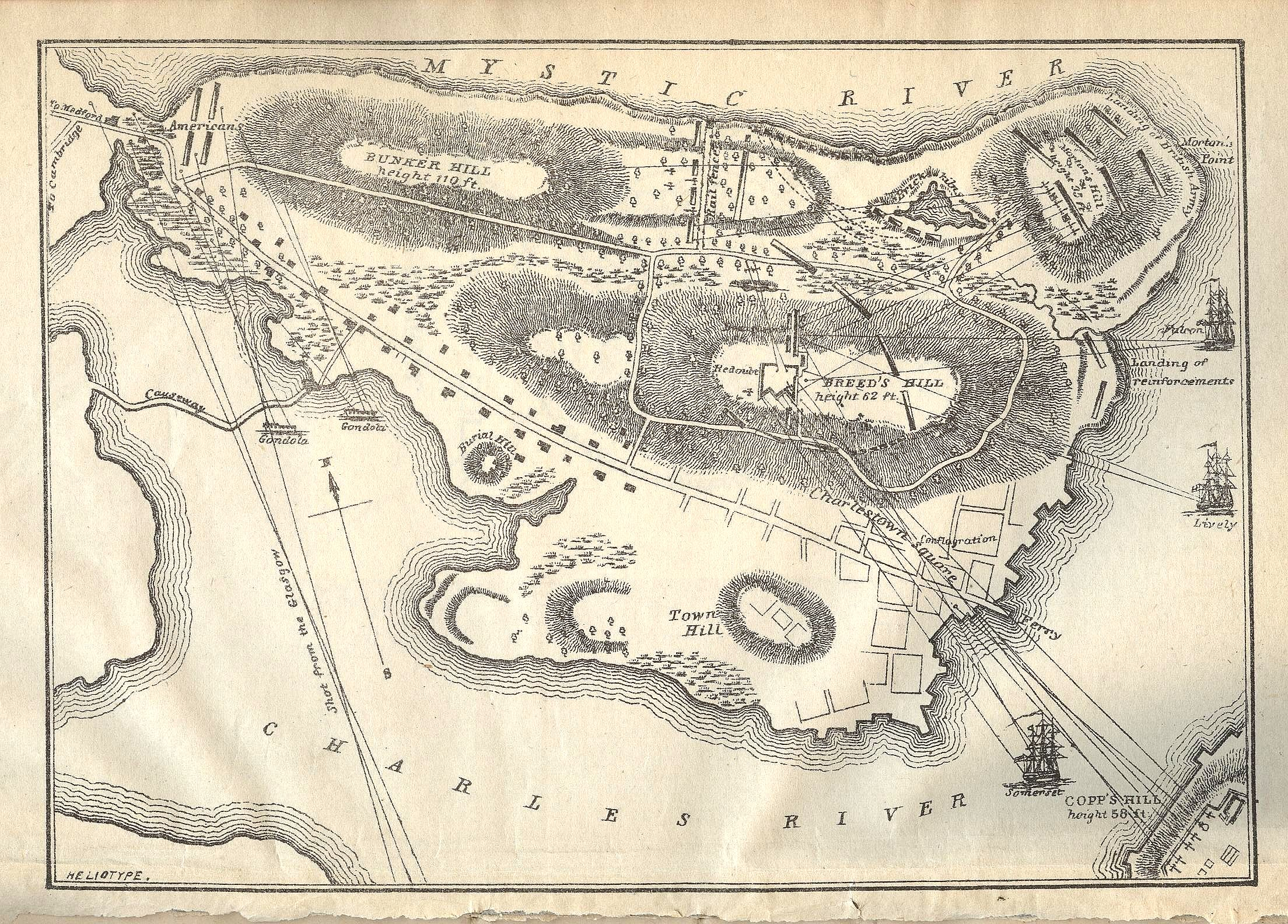
Una mappa storica di Bunker Hill

Mentre le linee del fronte coloniali erano genericamente ben gestite, le retrovie, in special modo quando la battaglia cominciò, era molto disorganizzata e ciò era dovuto almeno in parte ad una pessima catena di comando. Solo alcuni miliziani operavano direttamente sotto l'autorità di Ward e Putnam, e alcuni comandanti disobbedirono comunque agli ordini, restando a Bunker Hill invece di unirsi alle difese nel terzo assalto britannico. Diversi ufficiali furono soggetti alla corte marziale e destituiti. Il colonnello Prescott era dell'opinione che il terzo attacco sarebbe stato respinto se vi fossero stati altri uomini o più munizioni e polvere da sparo.

### Gli errori britannici
La leadership britannici agì lentamente una volta aver scoperto i lavori a Breed's Hill. Erano le ore 14:00 quando le truppe erano pronte per l'assalto, ben dieci ore dopo che il Lively aprisse il fuoco per la prima volta. Queste lunghe tempistiche diedero alle forze coloniali il tempo di rinforzare i fianchi che erano poco difesi. Gage ed Howe decisero che un assalto frontale sugli uomini al lavoro sarebbe stata una cosa troppo semplice mentre una manovra d'accerchiamento avrebbe dato loro una vittoria più risonante. Tuttavia gli inglesi erano eccessivamente ottimistici, credendo che "due reggimenti erano sufficienti per colpire la forza della provincia".

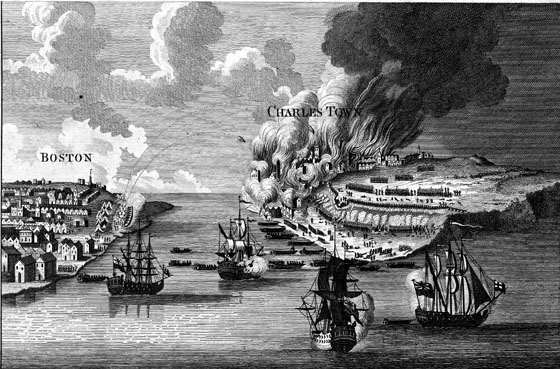
Vista dell'attacco su Bunker's Hill con l'incendio di Charlestown, di Lodge

Una volta in campo, Howe, invece di concentrarsi sulla ridotta, optò, due volte, per dividere le forze per attaccare con una manovra sul fianco contro la sinistra dei coloniali. Fu solo con il terzo attacco, quando l'attacco sul fianco era un mero diversivo, e la forza principale concentrata sulla ridotta in formazione a quadrato, che l'assalto ebbe successo.
In seguito alla presa della penisola, i britannici ottennero un vantaggio tattico che avrebbero potuto usare per mettere pressione ai miliziani a Cambridge. Il generale Clinton propose ciò ad Howe, il quale però, avendo appena guidato tre assalti con perdite terribili, declinò l'idea. I leader militari dei coloniali definirono Howe uno che "decide a tentoni", per i danni subiti dal suo esercito; dopo la battaglia di Long Island del 1776, egli ebbe di nuovo dei vantaggi tattici che avrebbero potuto mettere l'esercito di Washington nelle sue mani ma nuovamente si rifiutò di agire.